# Kembang Ayun (Manna)
Kembang Ayun is een bestuurslaag in het regentschap Bengkulu Selatan van de provincie Bengkulu, Indonesië. Kembang Ayun telt 231 inwoners (volkstelling 2010).